# Colletes swenki
Colletes swenki är en biart som beskrevs av Alexander Charles Stephen 1954. Colletes swenki ingår i släktet sidenbin, och familjen korttungebin. Inga underarter finns listade i Catalogue of Life.